# Le Capitaine Jaune
Pour plus de détails, voir Fiche technique et Distribution.
Le Capitaine Jaune est un film français réalisé par Anders Wilhelm Sandberg, sorti en 1930.

## Synopsis
Un assassinat a lieu avec comme témoin le maître d'hôtel d'un yacht qui vient de faire escale à Marseille, et il est soupçonné d'être le meurtrier. Le yacht lève l'ancre. Lorsqu'il revient au port, le coupable a été arrêté.

## Fiche technique
- Titre original : Le Capitaine Jaune
- Réalisation : Anders Wilhelm Sandberg
- Scénario : Eric Lipmann
- Décors : Pierre Schild
- Photographie : Fédote Bourgasoff, Jorgenson
- Production : Louis Nalpas
- Société de production : Les Films Louis Nalpas
- Pays d'origine :  France
- Langue originale : français
- Format : Noir et blanc  — 35 mm — 1,37:1 — son mono
- Genre : Film policier
- Dates de sortie : France : 19 décembre 1930

## Distribution
- Charles Vanel : le capitaine
- Simone d'Al-Al : la mulâtresse
- Bill Bockett : le docteur
- Jack Taylor : l'assassin
- Valery Inkijinoff : le maître d'hôtel mongol
- Kiki de Montparnasse : la chanteuse